# Silvio Soldini
Silvio Soldini (Milaan, 1 augustus 1958) is een Italiaans-Zwitsers filmregisseur uit Ticino (kanton) van onder meer de films Pane e tulipani en Agata e la tempesta, allebei romantische komedies. Beide films hebben als hoofdpersoon de actrice Licia Maglietta.